# Zainab Bangura
Zainab Bangura (née le 18 décembre 1959 en Sierra Leone) est une femme politique sierra-léonaise. Elle a été ministre des Affaires étrangères de 2007 à 2010, puis ministre de la Santé de 2010 à 2012. 

## Biographie
De 2012 à 2017, elle est représentante spéciale des Nations unies dans le cadre de la campagne contre la violence sexuelle en période de conflit.
Le 1er janvier 2020, elle est nommée Directrice générale de l'Office des Nations unies à Nairobi par le secrétaire général de l'ONU António Guterres.